# 全羅道
全羅道（：／ Jeolla-do）是昔日朝鮮八道之一，位於朝鮮半島西南部，道府位於全州。

## 沿革
始於高麗王朝，原稱全羅州道 （전라주도）。15世紀簡寫為全羅道，道名由全州（전주）和羅州（／）合成。
1895年，朝鮮行二十三府制。本道分為四府，即全州府、羅州府、南原府和濟州府。翌年即廢，全州府和南原府北部合併為全羅北道，南原府南部、羅州府和濟州府合併為全羅南道。
甲午戰爭的導火線東學黨之亂即起源於本道。

## 地理
本道傳統上又稱湖南或湖南地方，湖南一詞的來源有兩說，一指碧骨堤湖以南，一指湖江（錦江）以南。該地東以小白山脈與慶尚道分開，南臨東海，西為黃海，北為忠清道。
主要城市有光州、全州、羅州、益山、木浦、南原、順天、麗水。
政治上是共同民主黨的大本營。金大中是大韓民國成立以來唯一來自全羅道的總統。

## 文化
傳統音樂盘索里和散劇發源於本道。

## 歧視
傳統上，因為文化的不同與歷史因素（百濟國），慶尚道（新羅國）的人會歧視全羅道的人。詳情請參考韓國地域對立。